# 7 (число)
7 (семь) — натуральное число, расположенное между числами 6 и 8.

## Свойства
- Квадрат числа 7 — 49.
- Куб числа 7 — 343.
- Четвёртое простое число ↓5, ↑11 ; близнец пяти
- Второе простое число Мерсенна ({\displaystyle 2^{3}-1}) ↓3, ↑31
- Третье счастливое число
- 27 = 128
- 710 = 1112 = 213 = 134 = 125 = 116 = 107 = 78(и более).

## Символ семёрки
Для континентальной Европы характерна горизонтальная черта при написании символа семь. В начальных школах России и стран СНГ при обучении русскоязычному письму символ семь записывается с горизонтальной чёрточкой посередине. В кириллице это число обозначает буква З «земля».

## В древней культуре
Семь — астральное число в Древнем Вавилоне и всей Месопотамии. Оно связано с Халдейским представлением о том, что в небе находится 7 планет. В этом Халдейском ряде они расставлены по возрастанию видимой скорости относительно звёзд: Сатурн → Юпитер → Марс → Солнце → Венера → Меркурий → Луна. Считалось, что эти планеты влияют на землю и людей, поэтому число 7 понималось, как небесное число. Именно поэтому в Вавилоне строили семиступенчатую пирамиду (Зиккурат), как знак восхождения к Небесам или к Богу. Астрономы Нововавилонского царства (626 год до н. э.) разделили неделю на 7 дней и год разделили на 12 месяцев с одним добавочным. Так число 12 стало небесным и особенным числом (солярным). Еврейский календарь полностью принял и эту систему, и названия месяцев.
Было замечено, что фазы Луны хорошо делятся на 7. Так полнолуние это четырнадцатый день (7+7), а на двадцать восьмой день (14+14) завершается Лунный цикл. Полнолуние самими вавилонянами считалось неудачным днём и дела сделанные в этот день обречены на неудачу, поэтому в него лучше дел не делать (сродни понедельника сегодня). И сегодня полнолуние для людей — это некий настораживающий образ в сказках и преданиях. Четверти фаз Луны стали неделей (28:7=4), из которых состоит месяц.
Праздники, установленные на полнолуние, удобны для определения, а также красивы благодаря ночному небу с полной Луной. Полнолунные праздники:
1. Ваикра 23:5 «В первый месяц, в четырнадцатый (7+7) день месяца, в сумерки — Песах, для Бога» (Бемидбар 28:16);
2. Ваикра 23:34 «В пятнадцатый (после 7+7) день этого (седьмого) месяца — праздник Суккот, семь дней праздник Богу. В первый день — священное собрание: никакой работы не делайте. Семь дней приносите огнепалимые жертвы Богу… Живите в шалашах 7 дней» (Бемидбар 29:12, Дварим 16:13);
3. Пятнадцатого Шват — новый год деревьев (Ту би-Шват). Тогда этим обозначалось начало сельскохозяйственного цикла (Рош ха-Шана: 2a);
4. Пятнадцатого Ава — конец сбора винограда, когда девушки в белых одеждах пели и водили хороводы в виноградниках (Мишна Таанит 4:8).

Так же ввиду разделения на фазы Луны по 7 дней, важные праздники длятся так же по 7 дней (Песах, Суккот) то есть, ¼ от Луны.
Само число 7 приобретает и самостоятельную важность. Так, 7 раз по 7 это 49, и это то количество дней, которое необходимо отсчитать от второго дня Песаха, до Шавуот — дня дарования Торы на горе Синай (Ваикра 23:15). Союз человека с Богом через обрезание происходит после 7 дней его рождения, то есть на восьмой день (Берешит 17:11). Первенец скота принадлежит Богу и его отдают через 7 дней (Шмот 22:28). Семисвечник (менора) в Храме (Шмот 25:37). Приносить в жертву Богу 7 годовалых ягнят (Ваикра 23:18). Бог говорит Ноаху в Берешит 7:2 «От всех чистых животных возьми с собой по семь [пар]». Иными словами, число 7 приобретает собственный вес.
Так как число 7 выражало собой небесные силы, то это число участвовало в клятвах. Поэтому, число 7 у ассирийцев, арабов, арамеев, эфиопов и евреев образовало слова, обозначающие клятву (7 по др.-евр. — שבע, "шев'а"). Поэтому слова «клятва» — שבועה,  "швуа" и «неделя» — שבוע, "шавуа" являются однокоренными. Когда Авраам заключал у некоего колодца союз с Авимелехом, Авраам "поставил семь агниц из стада мелкого скота особо", и они оба клялись. Поэтому место это и называется «Беэр-Шева» [Колодец клятвы] (Берешит 21:31). За нарушение клятвы шло отмщение: Берешит 4:15 «Бог сказал ему: Поэтому любому, кто убьёт Каина, отомстится всемеро!»; в Берешит 4:24 «если за Каина отмстится всемеро, то за Ламеха – в семьдесят раз всемеро!». Ваикра 26:18 «Если и при всем том не послушаете Меня, то Я всемеро увеличу наказание за грехи ваши».
Действие, сделанное семикратно, должно дать особую связь с небесами, так как 7 — это небесное число. Так Билам, чтобы проклясть народ Израиля, строит 7 жертвенников и приносит 7 быков и 7 баранов (Бемидбар 23:1). Другие семикратные действия:
- Берешит 50:10 «[Там] Йосеф соблюдал семидневный траур по отцу»;
- Шмот 12:15 «семь дней ешьте мацу»;
- Шмот 29:35 «семь дней совершай их (сынам Аарона) посвящение»;
- Ваикра 8:11 «Затем он семь раз окропил [маслом] жертвенник и помазал жертвенник со всеми его принадлежностями и чан с его подставкой»;
- Ваикра 8:33 «Не отлучайтесь от входа в Шатёр Встречи семь дней»;
- Ваикра 14:7 «Затем пусть семь раз окропит очищаемого от проказы»;
- Тегелим 119:164 «Семь [раз] в день я воздаю хвалу Тебе за справедливые законы твои».

Действия, которые явно должны произойти в мире от Бога носят отпечаток семёрки. Так:
- Берешит 2:3 «Благословил Бог седьмой день и освятил его», ведь за шесть дней Бог закончил труды свои;
- Берешит 7:4 «Ибо через семь дней Я начну лить дождь»;
- Берешит 41:1 «Фараону приснилось, будто стоит он возле Нила. И вот семь коров, красивых и тучных вышли из реки… за ними вышли из реки семь других коров — невзрачные и тощие»;
- Мишлей 24:16 «Ибо семь раз упадёт праведник и поднимется; нечестивые же впадут в погибель».

В Вавилонии полнолуние — это день, когда не начинали дел, поскольку полная луна — это нехорошее знамение, которое находилось под властью бога судьбы Нанны. Ему же было подвластно и время. Почему-то определение судьбы и бездействие человека в это время имеет некую связь. Видимо, в момент определения судьбы, действия человека могут негативно отразиться на его судьбе. В дальнейшем "недействия" в особое время были перенесены на каждый седьмой день, каждый седьмой год и каждый "семижды седьмой" год.
- Шмот 23:12 «Шесть дней занимайся трудами, а седьмой день пребывай в покое»;
- Шмот 23:10 «Шесть лет засевай свою землю и собирай урожай. А на седьмой год дай земле отдых»;
- Ваикра 25:8 «Отсчитай себе семь лет отдохновения — семь раз по семь лет, и время этих семи лет отдохновения составит сорок девять лет… Освятите пятидесятый год… Пусть в этот юбилейный год каждый из вас возвратится в свой надел».

К фазам Луны привязывали менструальный цикл у женщин — видимо так было проще определять её наступление и время завершения менструации. Поэтому и период очищения устанавливался в 7 дней. Ваикра 12:2 «Если женщина зачнет и родит младенца мужеского пола, то она нечиста будет семь дней, как во дни страдания ее очищением, будет нечиста она».
Образ будущего так же связан с цифрой семь:
- Йешаягу 30:26 «И свет луны будет, как свет солнца, а свет солнца будет светлее всемеро, как свет семи дней, в тот день, когда Господь обвяжет рану народа Своего и исцелит нанесенные ему язвы»;
- Даниэль 4:13 «Сердце человеческое отнимется от него и дастся ему сердце звериное, и пройдут над ним семь времен».

Ещё можно сказать, что 7 это некое абстрактное «много», которое присутствовало на этапе освоения счёта и которое сохранило к себе особое отношение, когда счёт был развит. В русском языке сохранились пословицы этого «абстрактного много»: «семь бед один ответ», «семеро нянек — дитя без глазу». Даже сейчас ещё есть народность, которая считает до семи, а семь — это просто много. Потом это место заняло число сорок. Так время правления царя Давида, Шломо это сорок, что может значить и длину одного поколения. В русском языке сохранилась так же отношение к сорока как к много: «сороконожка» имеет смысл «многоножки», выражение «сорок сороков» имеет смысл "очень много". Значение «много времени» могут иметь под собой тексты:
- Берешит 29:18 «Я буду служить тебе 7 лет за твою младшую дочь Рахель» (и за Лею 7 лет 29:27);
- Берешит 50:4 «Египтяне оплакивали [Израиля] семьдесят дней»;
- Бемидбар 11:16 «Собери для меня семьдесят человек из старейшин Израиля»;
- Бемидбар 12:14 «Бог сказал Моше: „Если бы её отец плюнул ей в лицо, разве она не оставалась бы в своём позоре семь дней? Пусть она (Мирьям) будет изгнана за пределы стана на семь дней“»;
- Бемидбар 13:22 «Хеврон был построен на семь лет раньше, чем Цоан Египетский»;
- Даниэль 3:19 «Закричал он и сказал: „растопите печь в семь раз больше обычного“».

Половина семи есть в 3½ периодах времени («до времени и времён и полувремени»; «к концу времени и времён и полувремени») у Даниила (Дан. 7:25; 12:7).
В. В. Напольских отмечает удивительное сходство числительных со значением «семь» во многих языках Евразии (от сино-тибетских и тюркских до праиндоевропейского, этрусского и баскского), восходящее, по всей видимости, к прасемитской форме *saʕbatum, распространившейся по Евразии вместе с представлением о семидневной неделе, также возникшем на Ближнем Востоке.